# تورچین
تورچین (به لاتین: Turčin) یک منطقهٔ مسکونی در کرواسی است.